# Димитър Калевич
Димитър Калевич е български лекар и обществен деец. Участник в Руско-турската война (1877-1878).

## Биография
Димитър Калевич е роден през 1845 година в град Клисура. Емигрира в Румъния и учи в Националното училище по медицина в Букурещ. Завършва го и продължава образованието си във Франция (1867). Защитава докторат по медицина в Париж (1872).
Работи в Румъния като градски лекар в Александрия и Зимнич (1874-1877). Член е на настоятелството на българското училище в Александрия от 1876 г.
Участва в Руско-турската война (1877-1878) в състава на Румънската армия като дружинен лекар. Награден с румънски орден „Звезда“.
След Освобождението се установява в София. Директор е на Гражданското фелдшерско училище (1881-1882). Член е на Държавния съвет на Княжество България (1883-1883). Управител е на Александровската болница в София (1885-1888) и завеждащ психиатричното ѝ отделение (1884, 1887-1901).
Димитър Калевич участва като лекар в Сръбско-българската война от 1885 г. 
Доктор Калевич е един от инициаторите за създаване на Българския червен кръст и член на неговото първо ръководство.